# Alejandro Galán
Alejandro Galán Romo (Madrid, 15 de mayo de 1996), conocido como Ale Galán, es un jugador profesional de pádel español que ocupa la 3.ª posición del ranking FIP. Juega en el revés junto a Federico Chingotto desde 2024.
Galán fue número 1 del mundo junto a Lebrón tres años consecutivos (2020, 2021 y 2022), hasta que en mayo de 2023 ambos perdieron esa condición ante Arturo Coello y Agustín Tapia.
El jugador madrileño destaca por su remate plano, sus reflejos y su gran condición física, aunque domina todas las facetas del juego.

## Carrera deportiva
La carrera deportiva de Alejandro Galán en el World Padel Tour comenzó después de unir fuerzas con Juan Cruz Belluati en 2016. Con el que logró buenos resultados desde el principio, y logrando su explosión definitiva como pareja en 2017. A pesar de su gran 2017, tras la separación de la pareja formada por Matias Díaz y Maxi Sánchez, Ale Galán se unió a Matías para la temporada 2018, mientras que Belluati decidió formar pareja con Juan Lebrón.
Con Matías Díaz fueron unos habituales en semifinales en los primeros torneos de la temporada, logrando llegar a la final en el quinto torneo de la temporada, el Valladolid Open, donde consiguieron vencer a la pareja formada por Maxi Sánchez y Sanyo Gutiérrez por 7-5, 3-6 y 6-3. Galán logró así su primer título en World Padel Tour.
Cinco torneos después, en el Lugo Open, volvieron a repetir triunfo, después de imponerse por 6-0 y 6-4 a Lucho Capra y a Ramiro Moyano.
En 2019 comenzó la temporada junto a Juani Mieres con quien logró ganar el Máster de Argentina, el sexto torneo de la temporada, después de que se tuviese que retirar por lesión Fernando Belasteguín y Pablo Lima. A mitad de temporada, a partir del Open de Valencia, comenzó a jugar junto a Pablo Lima, con quien gana dicho torneo.
A partir de 2020, Juan Lebrón Chincoa se convirtió en su nueva pareja deportiva. Juntos lograron ser número 1 del ranking en 2020, 2021 y 2022.

## Palmarés

### Premier Padel

#### Títulos
| N.º | Año                     | Torneo       | Categoría | Pareja             | Oponentes en la final            | Resultado          |
| --- | ----------------------- | ------------ | --------- | ------------------ | -------------------------------- | ------------------ |
| 1.  | 29 de mayo de 2022      | Rome         | Major     | Juan Lebrón        | Paquito Navarro Martín Di Nenno  | 4-6 / 7-5 / 6-4    |
| 2.  | 17 de julio de 2022     | París        | Major     | Juan Lebrón        | Juan Tello Federico Chingotto    | 6-3 / 4-6 / 6-4    |
| 3.  | 7 de agosto de 2022     | Madrid       | P1        | Juan Lebrón        | Paquito Navarro Martín Di Nenno  | 5-7 / 6-2 / 6-3    |
| 4.  | 11 de diciembre de 2022 | Milán        | P1        | Juan Lebrón        | Víctor Ruiz Lucas Bergamini      | 6-2 / 6-2          |
| 5.  | 10 de diciembre de 2023 | Milán        | P1        | Juan Lebrón        | Martín Di Nenno Franco Stupaczuk | 7-6 / 6-7 / 7-6    |
| 6.  | 2 de marzo de 2024      | Riyadh       | P1        | Juan Lebrón        | Arturo Coello Agustín Tapia      | 6-7 / 6-4 / 6-4    |
| 7.  | 28 de abril de 2024     | Bruselas     | P2        | Federico Chingotto | Arturo Coello Agustín Tapia      | 6-4 / 6-7(4) / 6-2 |
| 8.  | 5 de mayo de 2024       | Sevilla      | P2        | Federico Chingotto | Martín Di Nenno Franco Stupaczuk | 7-6(6) / 6-4       |
| 9.  | 26 de mayo de 2024      | Mar de Plata | P1        | Federico Chingotto | Arturo Coello Agustín Tapia      | 2-6 / 6-2 / 6-2    |
| 10. | 23 de junio de 2024     | Rome         | Major     | Federico Chingotto | Arturo Coello Agustín Tapia      | 6-4 / 1-6 / 6-1    |
| 11. | 7 de julio de 2024      | Génova       | P2        | Federico Chingotto | Arturo Coello Agustín Tapia      | 6-1 / 6-1          |
| 13. | 23 de marzo de 2025     | Santiago     | P2        | Federico Chingotto | Juan Lebrón Franco Stupackzuk    | 6-1 / 7-6(5)       |

|13.
|23 de marzo de 2025
| Santiago
|P2
| Federico Chingotto
| Juan Lebrón
 Franco Stupackzuk
|6-1 / 7-6(5)
|}
|- bgcolor="#FFBF80" 
|13.
|25 de mayo de 2025
| Asunción
|P2
| Federico Chingotto
| Pablo Cardona
 Leo Augsburger
|7-6(5) / 6-1
|}

#### Finales
| N.º | Año                      | Torneo         | Categoría | Pareja             | Oponentes en la final           | Resultado             |
| --- | ------------------------ | -------------- | --------- | ------------------ | ------------------------------- | --------------------- |
| 1   | 3 de abril de 2022       | Doha           | Major     | Juan Lebrón        | Martín Di Nenno Paquito Navarro | 3-6 / 6-7(4)          |
| 2   | 30 de octubre de 2022    | Guiza          | P1        | Juan Lebrón        | Pablo Lima Franco Stupaczuk     | 6-2 / 6-7(4) / 6-7(4) |
| 3   | 24 de marzo de 2024      | Acapulco       | P1        | Juan Lebrón        | Arturo Coello Agustín Tapia     | 0-6 / 4-6             |
| 4   | 31 de marzo de 2024      | Puerto Cabello | P2        | Federico Chingotto | Arturo Coello Agustín Tapia     | 6-2 / 3-6 / 3-6       |
| 5   | 19 de mayo de 2024       | Asunción       | P2        | Federico Chingotto | Arturo Coello Agustín Tapia     | 1-6 / 6-3 / 6-7(1)    |
| 6   | 3 de junio de 2024       | Santiago       | P1        | Federico Chingotto | Arturo Coello Agustín Tapia     | 0-6 / 6-4 / 4-6       |
| 7   | 14 de julio de 2024      | Málaga         | P1        | Federico Chingotto | Arturo Coello Agustín Tapia     | 2-6 / 3-6             |
| 8   | 8 de septiembre de 2024  | Madrid         | P1        | Federico Chingotto | Arturo Coello Agustín Tapia     | 3-6 / 6-7(3)          |
| 9   | 15 de septiembre de 2024 | Rotterdam      | P1        | Federico Chingotto | Arturo Coello Agustín Tapia     | 2-6 / 2-6             |
| 10  | 22 de septiembre de 2024 | Valladolid     | P2        | Federico Chingotto | Arturo Coello Agustín Tapia     | 4-6 / 6-4 / 3-6       |
| 11  | 6 de octubre de 2024     | Paris          | Major     | Federico Chingotto | Arturo Coello Agustín Tapia     | 2-6 / 1-6             |
| 12  | 10 de noviembre de 2024  | Dubái          | P1        | Federico Chingotto | Arturo Coello Agustín Tapia     | 4-6 / 3-6             |
| 13  | 8 de diciembre de 2024   | Milano         | P1        | Federico Chingotto | Arturo Coello Agustín Tapia     | 4-6 / 5-7             |

### World Padel Tour

#### Títulos
| N.º | Año                      | Torneo       | Categoría    | Pareja       | Oponentes en la final                  | Resultado          |
| --- | ------------------------ | ------------ | ------------ | ------------ | -------------------------------------- | ------------------ |
| 1   | 24 de junio de 2018      | Valladolid   | Open         | Matías Díaz  | Sanyo Gutiérrez Maxi Sánchez           | 7-5 / 3-6 / 6-3    |
| 2   | 9 de septiembre de 2018  | Lugo         | Open         | Matías Díaz  | Lucho Capra Ramiro Moyano              | 6-0 / 6-4          |
| 3   | 9 de junio de 2019       | Buenos Aires | Master       | Juani Mieres | Pablo Lima Fernando Belasteguín        | Lesión             |
| 4   | 14 de julio de 2019      | Valencia     | Open         | Pablo Lima   | Adrián Allemandi Agustín Gómez Silingo | 6-7(?) / 7-5 / 6-3 |
| 5   | 11 de agosto de 2019     | Mijas        | Open         | Pablo Lima   | Coki Nieto Javier Rico                 | 7-6(?) / 6-4       |
| 6   | 22 de septiembre de 2019 | Cascais      | Master       | Pablo Lima   | Federico Chingotto Juan Tello          | 6-4 / 6-4          |
| 7   | 22 de diciembre de 2019  | Barcelona    | Master Final | Pablo Lima   | Fernando Belasteguín Agustín Tapia     | 7-6(?) / 6-3       |
| 8   | 5 de julio de 2020       | Madrid-1     | Open         | Juan Lebrón  | Pablo Lima Paquito Navarro             | 7-5 / 6-3          |
| 9.  | 19 de julio de 2020      | Madrid-2     | Open         | Juan Lebrón  | Fernando Belasteguín Agustín Tapia     | 4-6 / 6-1 / 6-4    |
| 10  | 9 de agosto de 2020      | Madrid-3     | Open         | Juan Lebrón  | Federico Chingotto Juan Tello          | 6-7(6) / 6-1 / 6-4 |
| 11  | 6 de septiembre de 2020  | Valencia     | Open         | Juan Lebrón  | Federico Chingotto Juan Tello          | 6-3 / 7-6(6)       |
| 12. | 18 de octubre de 2020    | Barcelona    | Master       | Juan Lebrón  | Sanyo Gutiérrez Franco Stupaczuk       | 6-4 / 6-1          |
| 13. | 8 de noviembre de 2020   | Alicante     | Open         | Juan Lebrón  | Sanyo Gutiérrez Franco Stupaczuk       | 4-6 / 6-3 / 6-4    |
| 14. | 25 de abril de 2021      | Alicante     | Open         | Juan Lebrón  | Álex Ruiz Franco Stupaczuk             | 6-0 / 6-4          |
| 15. | 30 de mayo de 2021       | Santander    | Open         | Juan Lebrón  | Javi Rico Momo González                | 6-3 / 6-2          |
| 16. | 13 de junio de 2021      | Marbella     | Master       | Juan Lebrón  | Pablo Lima Agustín Tapia               | 7-6(5) / 6-2       |
| 17. | 5 de septiembre de 2021  | Cascais      | Master       | Juan Lebrón  | Federico Chingotto Juan Tello          | 4-6 / 7-5 / 6-3    |
| 18. | 26 de septiembre de 2021 | Lugo         | Open         | Juan Lebrón  | Martín Di Nenno Paquito Navarro        | 6-4 / 4-6 / 6-3    |
| 19. | 10 de octubre de 2021    | Menorca      | Open         | Juan Lebrón  | Martín Di Nenno Paquito Navarro        | 6-3 / 6-4          |
| 20. | 19 de diciembre de 2021  | Madrid       | Master Final | Juan Lebrón  | Sanyo Gutiérrez Agustín Tapia          | 6-4 / 6-4          |
| 21. | 10 de abril de 2022      | Alicante     | Open         | Juan Lebrón  | Paquito Navarro Martín Di Nenno        | 6-2 / 6-3          |
| 22. | 8 de mayo de 2022        | Bruselas     | Open         | Juan Lebrón  | Pablo Lima Franco Stupaczuk            | 6-3 / 6-3          |
| 23. | 5 de junio de 2022       | Marbella     | Master       | Juan Lebrón  | Álex Ruiz Momo González                | 6-2 / 6-4          |
| 24. | 26 de junio de 2022      | Valladolid   | Master       | Juan Lebrón  | Fernando Belasteguín Arturo Coello     | 7-6(?) / 6-4       |
| 25. | 11 de septiembre de 2022 | Cascais      | Open         | Juan Lebrón  | Sanyo Gutiérrez Agustín Tapia          | 6-2 / 6-7(?) / 6-1 |
| 26. | 18 de septiembre de 2022 | Estocolmo    | Open         | Juan Lebrón  | Paquito Navarro Martín Di Nenno        | 6-7(?) / 6-2 / 6-1 |
| 27. | 23 de octubre de 2022    | Menorca      | Open         | Juan Lebrón  | Ramiro Moyano Francisco Gil            | 6-4 / 4-6 / 6-2    |
| 28. | 13 de noviembre de 2022  | Malmö        | Open         | Juan Lebrón  | Sanyo Gutiérrez Agustín Tapia          | 4-6 / 6-1 / 6-2    |
| 29. | 20 de noviembre de 2022  | Buenos Aires | Master       | Juan Lebrón  | Fernando Belasteguín Arturo Coello     | 7-6(4) / 6-2       |
| 30. | 18 de diciembre de 2022  | Barcelona    | Master Final | Juan Lebrón  | Martín Di Nenno Federico Chingotto     | 6-4 / 6-7(5) / 6-2 |
| 31. | 3 de septiembre de 2023  | Nokia        | Open         | Juan Lebrón  | Coki Nieto Jon Sanz                    | 6-0 / 7-6(5)       |
| 32  | 1 de octubre de 2023     | Dusseldorf   | Open         | Juan Lebrón  | Martín Di Nenno Franco Stupaczuk       | 6-2 / 6-2          |
| 33  | 29 de octubre de 2023    | Menorca      | Open         | Juan Lebrón  | Agustín Tapia Arturo Coello            | 6-3 / 6-2          |
| 34  | 12 de noviembre de 2023  | Malmö        | Open         | Juan Lebrón  | Martín Di Nenno Franco Stupaczuk       | 6-3 / 6-4          |

#### Finales
| N.º | Año                     | Torneo     | Categoría     | Pareja         | Oponentes en la final                        | Resultado       |
| --- | ----------------------- | ---------- | ------------- | -------------- | -------------------------------------------- | --------------- |
| 1   | 23 de junio de 2019     | Valladolid | Master        | Juani Mieres   | Juan Lebrón Paquito Navarro                  | 7-6 / 4-6 / 4-6 |
| 2.  | 8 de marzo de 2020      | Marbella   | Master        | Juan Lebrón    | Pablo Lima Paquito Navarro                   | 6-7 / 6-2 / 3-6 |
| 3.  | 13 de diciembre de 2020 | Barcelona  | Masters Final | Juan Lebrón    | Agustín Tapia Fernando Belasteguín           | 3-6 / 6-7       |
| 4.  | 11 de julio de 2021     | Valencia   | Open          | Juan Lebrón    | Carlos Daniel Gutiérrez Fernando Belasteguín | 5-7 / 6-3 / 4-6 |
| 5.  | 13 de marzo de 2022     | Reus       | Open          | Juan Lebrón    | Carlos Daniel Gutiérrez Agustín Tapia        | 2-6 / 2-6       |
| 6.  | 27 de marzo de 2022     | Vigo       | Open          | Juan Lebrón    | Martín Di Nenno Paquito Navarro              | 6-2 / 3-6 / 4-6 |
| 7.  | 12 de junio de 2022     | Viena      | Open          | Juan Lebrón    | Carlos Daniel Gutiérrez Agustín Tapia        | 1-6 / 6-0 / 6-7 |
| 8.  | 19 de junio de 2022     | Toulouse   | Open          | Juan Lebrón    | Pablo Lima Franco Stupaczuk                  | 6-7 / 4-6       |
| 9.  | 10 de julio de 2022     | Valencia   | Open          | Juan Lebrón    | Carlos Daniel Gutiérrez Agustín Tapia        | 6-2 / 5-7 / 4-6 |
| 10. | 13 de marzo de 2022     | Reus       | Open          | Juan Lebrón    | Carlos Daniel Gutiérrez Agustín Tapia        | 2-6 / 2-6       |
| 11. | 26 de febrero de 2023   | Abu Dhabi  | Master        | Juan Lebrón    | Arturo Coello Agustín Tapia                  | 6-7 / 3-6       |
| 12. | 19 de marzo de 2023     | Santiago   | Open          | Juan Lebrón    | Arturo Coello Agustín Tapia                  | 4-6 / 7-6 / 5-7 |
| 13. | 14 de mayo de 2023      | Vigo       | Open          | Juan Lebrón    | Arturo Coello Agustín Tapia                  | 3-6 / 7-6 / 6-7 |
| 14. | 9 de julio de 2023      | Valencia   | Open          | Jon Sanz Zalba | Martín Di Nenno Franco Stupaczuk             | 3-6 / 3-6       |
| 15. | 12 de diciembre de 2023 | Barcelona  | Masters Final | Juan Lebrón    | Federico Chingotto Paquito Navarro           | 1-6 / 4-6       |

## Palmarés

### Premier Padel
2022 (4) 
- Italy Major, con Juan Lebrón
- Paris Major, con Juan Lebrón
- Madrid P1, con Juan Lebrón
- Milan P1, con Juan Lebrón

2023 (1) 
- Milan P1, con Juan Lebrón

2024 (6)
- Riyad Season P1, con Juan Lebrón
- Brussels P2, con Fede Chingotto
- Sevilla P2, con Fede Chingotto
- Mar del Plata P1, con Fede Chingotto
- Italy Major, con Fede Chingotto
- Genova P2, con Fede Chingotto

2025 (4)
- Miami P1, con Fede Chingotto
- Santiago P1, con Fede Chingotto
- Asunción P2, con Fede Chingotto
- BNL Italy Major, con Fede Chingotto

Total PP: 15
- Torneos Major: 4
- Torneos Finals: 0
- Torneos P1: 7
- Torneos P2: 4

### World Padel Tour
2018 (2) 
- Valladolid Open, con Matías Díaz
- Lugo Open, con Matías Díaz

2019 (5)
- Buenos Aires Padel Master, con Juani Mieres
- Estrella Damm Valencia Open, con Pablo Lima
- Cervezas Victoria Mijas Open, con Pablo Lima
- Cascais Padel Master, con Pablo Lima
- Estrella Damm Barcelona Master Final, con Pablo Lima

2020 (6)
- Estrella Damm Open (Madrid), con Juan Lebrón
- Vuelve A Madrid Open, con Juan Lebrón
- Adeslas Open (Madrid), con Juan Lebrón
- Estrella Damm Valencia Open, con Juan Lebrón
- Estrella Damm Barcelona Master, con Juan Lebrón
- Estrella Damm Alicante Open, con Juan Lebrón

2021 (7)
- Estrella Damm Alicante Open, con Juan Lebrón
- Estrella Damm Santander Open, con Juan Lebrón
- Cervezas Victoria Marbella Master, con Juan Lebrón
- Cascais Padel Master, con Juan Lebrón
- Lugo Open, con Juan Lebrón
- Estrella Damm Menorca Open, con Juan Lebrón
- Estrella Damm Madrid Master Final, con Juan Lebrón

2022 (10) 
- Estrella Damm Alicante Open, con Juan Lebrón
- Circus Brussels Padel Open, con Juan Lebrón
- Cervezas Victoria Marbella Master, con Juan Lebrón
- Valladolid Master, con Juan Lebrón
- Cascais Open, con Juan Lebrón
- Swedish Padel Open, con Juan Lebrón
- Estrella Damm Menorca Open, con Juan Lebrón
- Areco Malmö Padel Open, con Juan Lebrón
- Buenos Aires Padel Master, con Juan Lebrón
- Estrella Damm Barcelona Master Final, con Juan Lebrón

2023 (4) 
- Aare Invest Finland Open, con Juan Lebrón
- Boss German Padel Open, con Juan Lebrón
- Estrella Damm Menorca Open, con Juan Lebrón
- Areco Malmö Padel Open, con Juan Lebrón

Total WPT: 34
- Torneos Master Final: 3
- Torneos Master: 8
- Torneos Open: 23

### Campeonatos nacionales y internacionales
2017
- Campeonato de España de Pádel - Parejas (Alicante), con Juani Mieres
- Campeonato Europeo de Pádel - Selecciones (Estoril, Portugal), con Federación Española de Pádel

2018
- Campeonato de España de Pádel - Selecciones Autonómicas (Ciudad Real), con Federación Madrileña de Pádel
- Campeonato Mundial de Pádel - Parejas (Asunción, Paraguay), con Juan Lebrón

2019
- Campeonato de España de Pádel - Selecciones Autonómicas (Zaragoza), con Federación Madrileña de Pádel

2021
- Campeonato Mundial de Pádel de 2021 - Selecciones (Doha, Catar), con Federación Española de Pádel[19]

Total: 6
- Campeonato Mundial de Pádel - Selecciones: 1
- Campeonato Mundial de Pádel - Parejas: 1
- Campeonato Europeo de Pádel - Selecciones: 1
- Campeonato Europeo de Pádel - Parejas: 0
- Campeonato de España de Pádel - Selecciones Autonómicas: 2
- Campeonato de España de Pádel - Parejas: 1

## Vida privada
Entre 2021 y 2024 mantuvo una relación con la actriz Andrea Duro.